# Ngân hàng Nông nghiệp và Phát triển Nông thôn Việt Nam
Ngân hàng Nông nghiệp và Phát triển Nông thôn Việt Nam (tên giao dịch quốc tế: Vietnam Bank for Agriculture and Rural Development) viết tắt: "Agribank", là ngân hàng thương mại lớn nhất Việt Nam tính theo tổng khối lượng tài sản, thuộc loại doanh nghiệp nhà nước hạng đặc biệt. Theo báo cáo của Chương trình Phát triển Liên Hợp Quốc (UNDP) năm 2007, Agribank cũng là doanh nghiệp lớn nhất Việt Nam.

## Lịch sử
Agribank được thành lập ngày 26 tháng 3 năm 1988. Lúc mới thành lập, ngân hàng mang tên là Ngân hàng Phát triển Nông nghiệp Việt Nam. Cuối năm 1990, ngân hàng được đổi tên thành Ngân hàng Nông nghiệp Việt Nam. Cuối năm 1996 ngân hàng lại được đổi tên thành tên gọi như hiện nay.
Năm 2023, Chủ tịch nước Việt Nam đã trao tặng Ngân hàng Nông nghiệp và Phát triển Nông thôn danh hiệu  Huân chương Lao động hạng Nhất.

## Quy mô

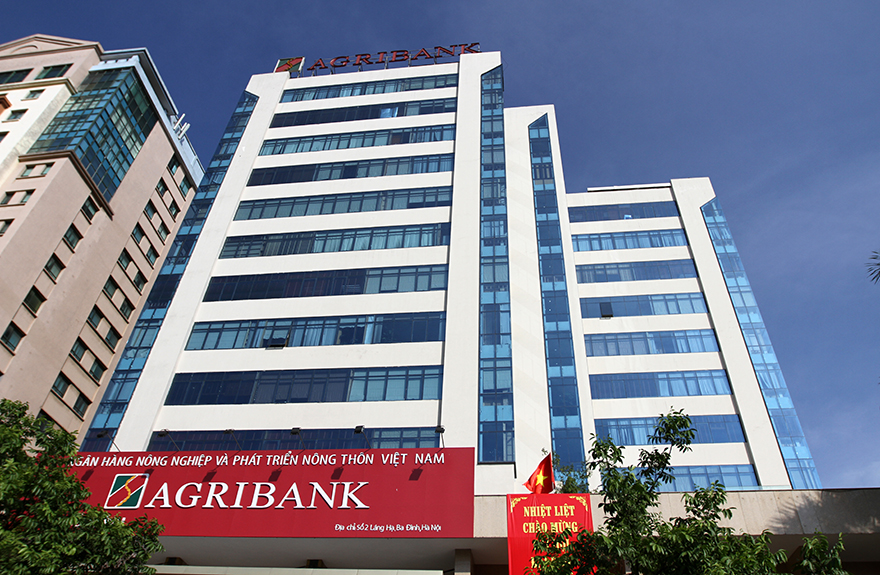
Trụ sở Agribank

Agribank là ngân hàng lớn nhất Việt Nam cả về vốn, tài sản, đội ngũ cán bộ nhân viên, mạng lưới hoạt động và số lượng khách hàng. Đến tháng 12/2024, vị thế dẫn đầu của Agribank vẫn được khẳng định trên nhiều phương diện: Tổng nguồn vốn đạt gần 2 triệu tỷ đồng, vốn tự có gần 51.6380 tỷ đồng; Tổng dư nợ đạt hơn 1,7 triệu tỷ đồng, tỷ lệ nợ xấu theo chuẩn mực mới, phù hợp với tiêu chuẩn quốc tế là 1,68%.
Năm 2007, Agribank có gần 2300 chi nhánh và điểm giao dịch được bố trí rộng khắp trên toàn quốc với gần 40.000 cán bộ nhân viên.
Năm 2017, tổng tài sản của Agribank vượt 1 triệu tỷ đồng.
Năm 2019, tổng tài sản của ngân hàng đạt 1,4 triệu tỷ đồng; nguồn vốn huy động đạt 1,29 triệu tỷ đồng; dư nợ cho vay nền kinh tế đạt hơn 1,05 triệu tỷ. Như vậy, Agribank là ngân hàng đứng thứ 2 (sau BIDV) về tổng tài sản trong toàn hệ thống ngân hàng. Lợi nhuận 10 tháng đầu năm 2019 của Agribank đạt trên 10.350 tỷ đồng, vượt 35% kế hoạch 10.000 tỷ đồng đề ra cho cả năm 2019
Năm 2020, Agribank là ngân hàng thương mại nhà nước hàng đầu Việt Nam cả về vốn điều lệ, tổng tài sản, quy mô mạng lưới, đội ngũ cán bộ công nhân viên và số lượng khách hàng với gần 40.000 cán bộ viên chức; 2.300 chi nhánh và phòng giao dịch trong toàn hệ thống. Tổng tài sản của Agribank đạt trên 1,57 triệu tỷ đồng, vượt qua BIDV để đứng thứ nhất trong số các ngân hàng tại Việt Nam. Nguồn vốn đạt trên 1,45 triệu tỷ đồng. Tổng dư nợ cho vay nền kinh tế đạt trên 1,21 triệu tỷ đồng; tỷ trọng dư nợ nông nghiệp - nông thôn chiếm xấp xỉ 70% dư nợ cho vay. Agribank đã thiết lập quan hệ với gần 900 ngân hàng tại 90 quốc gia và vùng lãnh thổ
Là ngân hàng 100% vốn Nhà nước với dư nợ cho vay nông nghiệp - nông thôn chiếm xấp xỉ 70% tổng dư nợ và là ngân hàng chiếm tỷ trọng lớn nhất trong việc cấp tín dụng "Tam nông" tại Việt Nam, Agribank là đơn vị tiên phong, chủ lực để Chính phủ Việt Nam triển khai 07 chương trình tín dụng chính sách và 02 chương trình mục tiêu quốc gia về xây dựng nông thôn mới và giảm nghèo bền vững.
Agribank đã được trao tặng nhiều danh hiệu như: Anh hùng Lao động thời kỳ đổi mới, Huân chương Lao động, Sao Vàng đất Việt, Doanh nghiệp phát triển bền vững; Doanh nghiệp có thành tích xuất sắc phục vụ phát triển kinh tế nông nghiệp, nông thôn và nông dân trong thời kỳ đổi mới; Doanh nghiệp thực hiện tốt trách nhiệm xã hội và phát triển cộng đồng; Top 10 Doanh nghiệp lớn nhất Việt Nam VNR500; Top 3 Doanh nghiệp nộp thuế thu nhập doanh nghiệp lớn nhất Việt Nam; Top 50 Doanh nghiệp xuất sắc nhất Việt Nam; Ngân hàng tiêu biểu về hỗ trợ đầu tư nông nghiệp công nghệ cao, Ngân hàng tiêu biểu vì cộng đồng
Năm 2022, Brand Finance cũng xếp Agribank ở vị trí thứ 6/50 thương hiệu giá trị nhất Việt Nam bởi duy trì được đà tăng trưởng ổn định với giá trị tăng trưởng 22%. Agribank được định giá 1,412 tỉ USD năm 2022 và xếp hạng AA+.
Năm 2023, tổng tài sản của Agribank chính thức vượt mốc 2 triệu tỷ đồng; nguồn vốn đạt trên 1,86 triệu tỷ đồng; tổng dư nợ cho vay nền kinh tế đạt trên 1,53 triệu tỷ đồng, trong đó 65% dư nợ cho vay phục vụ phát triển "Tam nông". Agribank tiếp tục là một trong những doanh nghiệp có đóng góp lớn nhất đối với ngân sách Nhà nước. Tại kỳ họp thứ 5, Quốc hội Khóa XV đã chấp thuận chủ trương đầu tư bổ sung 17.100 tỷ đồng vốn điều lệ cho Agribank.
Năm 2024, tổng tài sản của Agribank đạt 2,2 triệu tỷ đồng; nguồn vốn đạt trên 2 triệu tỷ đồng; dư nợ cho vay nền kinh tế đạt trên 1,7 triệu tỷ đồng, trong đó 65% dư nợ cho vay phục vụ phát triển "Tam nông", chú trọng dành nguồn vốn phát triển năng lượng tái tạo, năng lượng sạch, phát triển công nghiệp, kinh doanh bất động sản, hoạt động tiêu dùng, dịch vụ… Đến năm 2024, Agribank được cấp bổ sung đủ 17.100 tỷ đồng vốn điều lệ từ ngân sách Nhà nước theo kế hoạch, nâng tổng vốn điều lệ lên 51.600 tỷ đồng, góp phần nâng cao năng lực tài chính, tạo tiền đề phát triển bền vững trong giai đoạn tiếp theo. Được Đảng, Nhà nước, các tổ chức trong nước và quốc tế ghi nhận với nhiều giải thưởng danh giá: Ngân hàng duy nhất được vinh danh “Doanh nghiệp đạt chuẩn Văn hóa kinh doanh Việt Nam năm 2024”; xếp hạng 10 doanh nghiệp nộp thuế lớn nhất và là ngân hàng nộp thuế thu nhập doanh nghiệp thứ 2 ở Việt Nam; giải thưởng “Thương hiệu Quốc gia Việt Nam”, “Chất lượng Quốc gia”, giải thưởng Sao Khuê; giải thưởng “Sao Vàng đất Việt”... Agribank tiếp tục được Moody’s xếp hạng "Ba2", Fitch Ratings xếp hạng "BB+", triển vọng Ổn định, tương đương với mức xếp hạng tín nhiệm quốc gia và là mức xếp hạng cao nhất trong số các ngân hàng Việt Nam.[8]

## Các dịch vụ

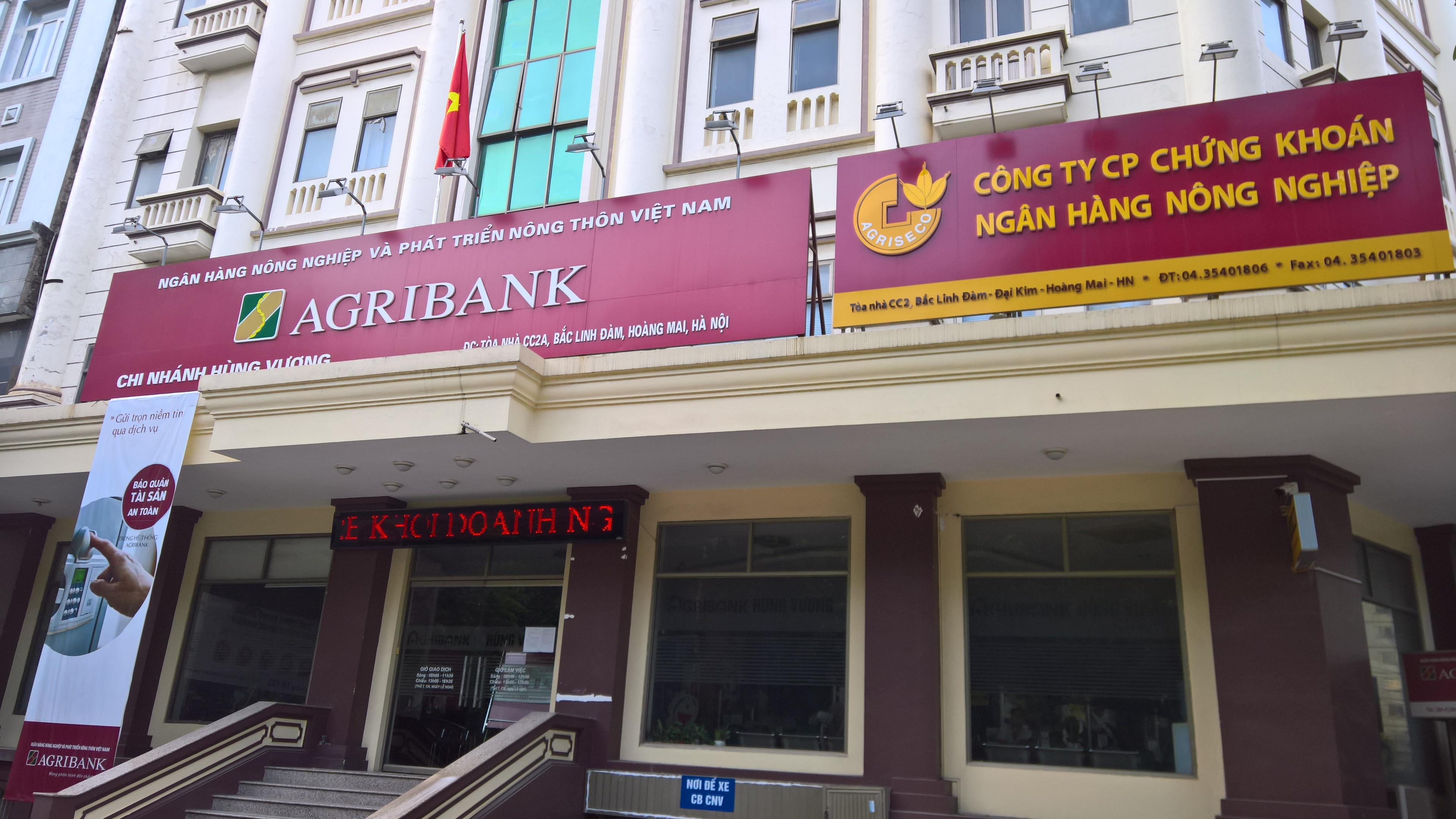
Agribank chi nhánh Hùng Vương

- Tài khoản cá nhân
- Tài khoản doanh nghiệp
- Tài khoản tiết kiệm
- Dịch vụ thẻ
- Thanh toán quốc tế
- Dịch vụ Ngân hàng điện tử

## Các vụ án kinh tế
- Năm 2012 được coi là năm đầy khó khăn đối với Ngân hàng Nông nghiệp và Phát triển nông thôn Việt Nam. Tính đến hết ngày 30/6/2012, Agribank có tỷ lệ nợ xấu cao nhất trong nhóm các ngân hàng thương mại Nhà nước. Theo số liệu của các tổ chức tín dụng báo cáo, tỉ lệ nợ xấu của Ngân hàng Agribank chiếm 6,14%.[9]
- Theo thông báo được Bộ trưởng Bộ Công an Trần Đại Quang công bố tại Hội nghị ở Hà Nội ngày 23 tháng 1 năm 2013 thì ông Phạm Thanh Tân, nguyên Tổng giám đốc Agribank đã bị cơ quan điều tra bắt và khởi tố về tội "thiếu trách nhiệm trong quản lý kinh tế gây hậu quả nghiêm trọng". Báo Tuổi Trẻ hôm sau cho hay ông Tân cùng một số cá nhân khác bị khởi tố và bắt tạm giam do liên quan đến vụ thiệt hại 3.900 tỷ đồng tại Agribank chi nhánh Nam Hà Nội[10]. Trước đó, Cơ quan điều tra Bộ Công an đã khởi tố và bắt tạm giam bà Phạm Thị Bích Lương (44 tuổi), nguyên giám đốc Agribank chi nhánh Nam Hà Nội, về sai phạm trong việc cho Công ty liên doanh Lifepro Vietnam vay vốn đầu tư dự án.[11].
- Ngày 9 tháng 1 năm 2014, ông Kiều Trọng Tuyến, nguyên Phó Tổng giám đốc Ngân hàng Nông nghiệp và phát triển nông thôn VN (Agribank), đã bị khởi tố, bắt tạm giam để điều tra cũng về hành vi thiếu trách nhiệm trong quản lý kinh tế gây hậu quả nghiêm trọng.[12]
- Tháng 7 2014, ông Phạm Ngọc Ngoạn, nguyên Ủy viên hội đồng thành viên Agribank, nguyên Giám đốc, Chủ tịch HĐTV Công ty In – Thương mại và Dịch vụ Agribank, bị bắt[10].
- Ngày 20 tháng 9 năm 2014, ông Đỗ Tất Ngọc, nguyên Chủ tịch HĐTV Ngân hàng Nông nghiệp và Phát triển Nông thôn Việt Nam (Agribank) đã bị bắt giam để điều tra về những hành vi vi phạm pháp luật, cụ thể là hành vi "Cố ý làm trái quy định của Nhà nước về quản lý kinh tế gây hậu quả nghiêm trọng". Theo tờ Đầu tư chứng khoán, trong năm 2009, thực hiện chủ trương di chuyển nhà máy in ngân hàng I ra khỏi nội thành, ông Ngọc đã ký quyết định của Hội đồng thành viên Ngân hàng Agribank phê duyệt đầu tư Dự án nhà máy in ngân hàng tại huyện Mê Linh, Hà Nội. Từ đó, Công ty In dịch vụ ngân hàng thuộc Agribank đã ký hợp đồng kinh tế với Công ty INED để nhận chuyển nhượng quyền sử dụng đất thuê trả tiền hàng năm tại khu vực Quang Minh, huyện Mê Linh, Hà Nội, hơn 20.300 m2 đất, trị giá hơn 93 tỷ đồng. Đến nay dự án xây dựng nhà máy in vẫn chưa triển khai. Trong khi đó, Agribank đã chuyển hơn 90 tỷ đồng cho Công ty INED, hiện không có khả năng thu hồi cho Nhà nước[13].
- Gần đây cơ quan điều tra cũng đã khởi tố, bắt tạm giam đối với ông Phạm Ngọc Ngoạn (58 tuổi, trú tại phố Hàng Bài, Hà Nội), nguyên thành viên Hội đồng thành viên Agribank; nguyên Giám đốc, Chủ tịch Hội đồng thành viên Công ty In – Thương mại và Dịch vụ Agribank (nay là công ty TNHH một thành viên dịch vụ Agribank, về hành vi "Cố ý làm trái quy định của Nhà nước về quản lý kinh tế gây hậu quả nghiêm trọng.[13]

Từ tháng 10 đến tháng 12 năm 2015, Tòa án nhân dân tại Hà Nội và Thành phố Hồ Chí Minh đã khởi án 4 vụ về tội Vi phạm quy định về cho vay làm cho Agribank mất 450 tỷ, 600 tỷ, 966 tỷ, và 2.755 tỉ đồng. Một cựu tổng giám đốc Công ty con của Agribank đã bị xử 5 lần, lần cuối bị 18 năm tù, sau 2 lần bị án 12 và 15 năm tù và 2 lần bị án tử hình.

## Biểu trưng

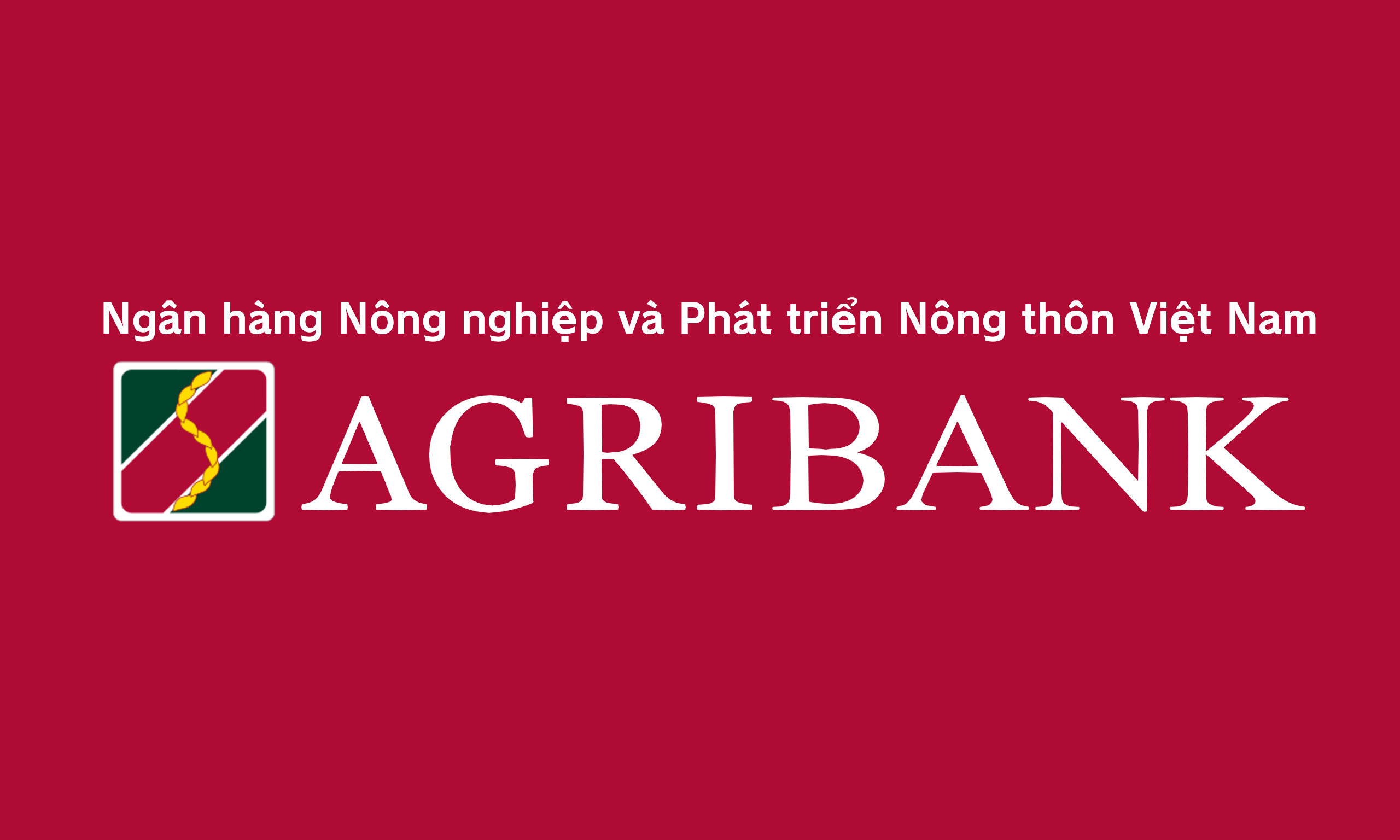
Lá cờ Agribank mang biểu trưng

## Biểu trưng[14]

#### Ý nghĩa thiết kế
- Hình vuông của Logo mô phỏng chiếc bánh Chưng trong truyền thuyết “Sự tích bánh Chưng, bánh Dày” thời Vua Hùng dựng nước
- Cây lúa hình chữ S là hình dáng đất nước Việt Nam
- Hình hai đường thẳng kẻ chéo đi lên mô phỏng đồ thị tăng trưởng, phản ánh quan hệ gắn bó, đồng hành giữa Agribank và khách hàng.

#### Ý nghĩa màu sắc
- Màu xanh lá cây tượng trưng cho cây và biển trời
- Màu đỏ đô tượng trưng cho phù sa
- Màu trắng tượng trưng cho nước
- Màu vàng tượng trưng cho sự thịnh vượng và phát triển của đất nước, của khách hàng và Agribank